# Oops! I Did It Again: The Best of Britney Spears
Oops! I Did It Again: The Best of Britney Spears (укр. Ой… я зробила це знову: Брітні Спірс найкраще) — третій збірник найкращих хітів американської співачки Брітні Спірс. Випущений 18 червня 2012 року лейблом Sony Music Camden, альбом містить 4 з 34 офіційних синглів, 4 промо-сингли, бонус-треки і треки з п'яти альбомів співачки: …Baby One More Time (1999), Oops!... I Did It Again (2000), Britney (2001), In the Zone (2003) та Circus (2008). У збірнику немає треків з Blackout (2007) та Femme Fatale (2011).
Оскільки ніякого офіційного пресрелізу не відбулося, альбом став сюрпризом для критиків і фанатів. Поширились думки, що вибір треків для збірки був «випадковим»: до альбому помістили улюблені пісні фанатів з перших чотирьох студійників, а не комерційно найуспішніші треки.

## Обкладинка
Хоча альбом не містить пісень з альбому Femme Fatale, на обкладинці використано зображення з промоакцій на підтримку саме Femme Fatale. Це зображення можна знайти в буклеті альбому.

## Реліз
У більшості світу альбом вийшов лише у цифровому форматі. Фізичні копії альбому були доступні лише у деяких частинах Азії та Океанії, а також у деяких країнах Європи, включаючи Велику Британію.

## Список композицій
| №   | Назва                      | Автор                                                                     | Продюсер(и)                       | Тривалість |
| --- | -------------------------- | ------------------------------------------------------------------------- | --------------------------------- | ---------- |
| 1.  | «Oops!… I Did It Again»    | Макс Мартін, Rami Yacoub                                                  | Макс Мартін, Yacoub               | 3:31       |
| 2.  | «...Baby One More Time»    | Макс Мартін                                                               | Макс Мартін, Rami                 | 3:30       |
| 3.  | «I'm a Slave 4 U»          | Чад Г'юго, Фаррелл Вільямс                                                | The Neptunes                      | 3:23       |
| 4.  | «Born to Make You Happy»   | Kristian Lundin, Andreas Carlsson                                         | Kristian Lundin                   | 4:03       |
| 5.  | «Cinderella»               | Макс Мартін, Rami, Spears                                                 | Макс Мартін, Rami                 | 3:39       |
| 6.  | «Brave New Girl»           | Spears, Brian Kierulf, Josh Schwartz, Кара ДіоГуарді                      | Brian and Josh                    | 3:30       |
| 7.  | «The Hook Up»              | Spears, Stewart, Nikhereanye, Magnet                                      | Trixster, Penelope Magnet (co.)   | 3:54       |
| 8.  | «Don't Hang Up»            | Spears, Kierulf, Schwartz                                                 | Brian and Josh                    | 4:02       |
| 9.  | «One Kiss From You»        | Steve Lunt                                                                | Steve Lunt, Larry «Rock» Campbell | 3:23       |
| 10. | «Anticipating»             | Spears, Schwartz, Kierulf                                                 | Brian Kierulf, Josh Schwartz      | 3:16       |
| 11. | «What It's Like To Be Me»  | Justin Timberlake, Wade Robson                                            | Wade J. Robson, Justin Timberlake | 2:50       |
| 12. | «My Baby»                  | Spears, Sigsworth                                                         | Guy Sigsworth                     | 3:18       |
| 13. | «Out from Under»           | Shelly Peiken, Arnthor Birgisson, Wayne Hector                            | Guy Sigsworth                     | 3:53       |
| 14. | «You Got It All»           | Rupert Holmes                                                             | Eric Foster White                 | 4:09       |
| 15. | «Showdown»                 | Spears, Christian Karlsson, Pontus Winnberg, Henrik Jonback, Cathy Dennis | Bloodshy & Avant                  | 3:17       |
| 16. | «That's Where You Take Me» | Spears, Schwartz, Kierulf                                                 | Brian Kierulf, Josh Schwartz      | 3:32       |